# 青海民族大学
青海民族大学（拼音：Qīnghǎi Mínzú Dàxué, 英：Qinghai University for Nationalities）は中華人民共和国の青海省西寧市に所在する大学。

## 歴史
- 1949年12月：青海民族大学創立
- 2002年：青海師範専科学校を統合
- 2009年：北京理工大学と協力協定を締結

## 学院
- 青海民族大学法学院
- 青海民族大学公共管理学院
- 青海民族大学工商管理学院
- 青海民族大学文学院
- 青海民族大学外国語学院
- 青海民族大学藏学院
- 青海民族大学計算机学院
- 青海民族大学数学与統計学院
- 青海民族大学物理与電子信息工程学院
- 青海民族大学統計教育学院
- 青海民族大学蒙古語言文学系
- 青海民族大学化学与生命科学学院
- 青海民族大学民族学与社会学学院
- 青海民族大学師範学院
- 青海民族大学経済学院
- 青海民族大学政治学院
- 青海民族大学芸術系
- 青海民族大学体育系
- 青海民族大学交通与工程系
- 思想政治理論課教学研究部

## 学科

### 本科専業
- 経済学
- 法学
- 教育学
- 文学
- 理学
- 工学
- 医学
- 管理学
- 芸術学

### 専科専業
- 交通運輸大類
- 生化与薬品大類
- 材料与能源大類
- 土建大類
- 水利大類
- 製造大類
- 電子信息類
- 財経大類
- 旅游大類
- 公共事業大類
- 文化教育大類
- 芸術設計伝媒大類

## 博士課程
中央民族大学、南開大学、中南財経政法大学と共同で博士課程を設置している。